# Coelho Neto
Coelho Neto là một đô thị thuộc bang Maranhão, Brasil. Đô thị này có diện tích 975,523 km², dân số năm 2007 là 41812 người, mật độ 42,86 người/km².